# Moggenbrunn
Moggenbrunn ist ein Gemeindeteil von Meeder im oberfränkischen Landkreis Coburg.

## Geographie
Das Dorf liegt etwa fünf Kilometer nördlich von Coburg am südlichen Ausläufer der Langen Berge. Gemeindeverbindungsstraßen nach Beuerfeld, Drossenhausen, Meeder und Oberlauter führen durch den Ort. Geologisch gehört das Grundgestein der Moggenbrunner Flur im Regelfall der Muschelkalkformation an. Die Böden sind meist lehm- und tonhaltig. Die Bodenqualität schwankt stark.

## Geschichte
Moggenbrunn entstand wohl an einer Quelle, die zu einem Brunnen gefasst wurde. Der Ort wurde 1317 erstmals im Urbarium, einer Auflistung von Besitzungen der Henneberger beim Erwerb der Neuen Herrschaft, als „Mackenburne“ urkundlich erwähnt. Um 1358 wurde das Adelsgeschlecht derer von Kemmaten erstmals in einer über Moggenbrunn aussagenden Beurkundung erwähnt. Die Familie hatte mehrere Jahrhunderte die Dorfherrschaft inne und besaß bis 1600 das Rittergut mit dem Schloss, zwei Höfen, einem Holzdistrikt und einem Schafbetrieb.
Moggenbrunn lag im Herrschaftsbereich der Henneberger. 1353 kam der Ort mit dem Coburger Land im Erbgang zu den Wettinern und war somit ab 1485 Teil des Kurfürstentums Sachsen, aus dem später das Herzogtum Sachsen-Coburg hervorging. Es gehört seit Jahrhunderten zur evangelisch-lutherischen Kirchengemeinde Meeder.
Nach dem Dreißigjährigen Krieg waren 17 % der Güter, 100 % der Selden und 12,5 % der Felder in einem „wüsten“ Zustand.
1849 erfolgte die Ablösung der Grundlasten. Die Kinder besuchten ab dem 19. Jahrhundert die Schule in Beuerfeld. Mitte des 19. Jahrhunderts wurde ein Gemeindebackhaus errichtet. Im Jahr 1857 lebten 103 Einwohner in 16 Wohnhäusern. 1875 wurde die Freiwillige Feuerwehr gegründet. 1907 bekam die Gemeinde einen Telefonanschluss. Im Jahr 1909 endete der Bestand des Rittergutes. Aufgrund hoher Schulden wurde es durch einen parzell- und stückweisen Verkauf zerschlagen. Im Ersten Weltkrieg verloren sechs und im Zweiten Weltkrieg sieben Moggenbrunner Soldaten ihr Leben. Gedenktafeln befinden sich an der Friedhofsmauer in Meeder.
In einer Volksbefragung am 30. November 1919 stimmte ein Moggenbrunner Bürger für den Beitritt des Freistaates Coburg zum thüringischen Staat und 41 waren dagegen. Am 1. Juli 1920 wurde der Freistaat Coburg mit dem Freistaat Bayern vereinigt. Stromlieferant war ab 1922 das Coburger Überlandwerk. Das Ortsnetz ging 1955 an die SÜC über. Zwischen 1932 und 1940 wurde eine Flurbereinigung durchgeführt. Am 10. April 1945 rückten US-amerikanische Truppen in dem Dorf ein.

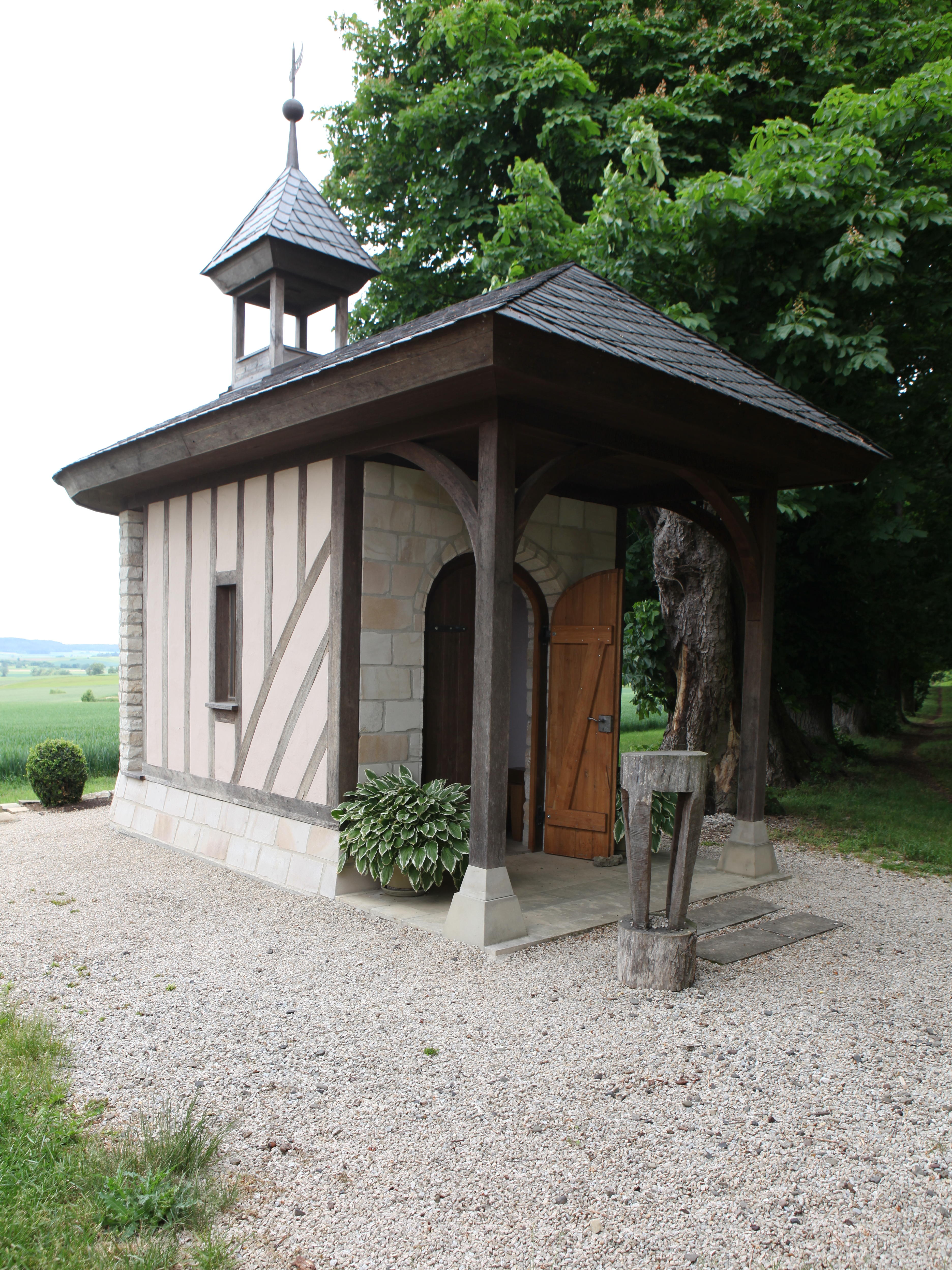
Schutzengel-Kapelle

Das Gemeindesiegel bekam 1954 ein neues Wappen, das aufgrund eines alten, überlieferten Wappens gestaltet wurde und einen Ziehbrunnen zeigt. Seit 1968 gehört die Gemeinde zum Schulverband Meeder und die Schüler fahren mit dem Schulbus nach Meeder. Anfang der 1970er Jahre erfolgte der Anschluss an die Wasserversorgung Lautergrund. Später übernahm dies die Coburger SÜC Energie und H2O GmbH. Am 1. April 1971 wurde Moggenbrunn ein Gemeindeteil der Gemeinde Meeder. 1987 hatte das Dorf 85 Einwohner und 22 Wohnhäuser.
Im Jahr 1982 gewann die Gemeinde den Wettbewerb Das schönere Dorf im Landkreis Coburg. Der erste Preis, ein Brunnen, wurde von dem Nürnberger Bildhauer Josef Wurm gestaltet und erinnert seit 1984 an das Ereignis. Im Jahr 1989 errang Moggenbrunn die Goldmedaille beim Bundesentscheid Das schönere Dorf. Die Familie Eckardt ließ 2009 die Schutzengel-Kapelle errichten.

## Einwohnerentwicklung
| Jahr | Einwohnerzahl |
| ---- | ------------- |
| 1800 | 80            |
| 1857 | 103           |
| 1865 | 118           |
| 1934 | 109           |
| 1939 | 92            |
| 1949 | 143           |
| 1961 | 113           |
| 1984 | 80            |
| 1993 | 95            |
| 2017 | 80            |